# Augusta Stallions
Die Augusta Stallions waren ein Arena-Football-Team aus Augusta, Georgia, das in der af2 spielte. Ihre Heimspiele trugen die Stallions im Augusta-Richmond County Civic Center aus.

## Geschichte
Die Stallions wurden 1999 gegründet und starteten als eines der fünfzehn teilnehmenden Franchises an der neu gegründeten af2 im Jahr 2000.
Obwohl die Stallions in drei Jahren 35 Siege in 48 Spielen eingefahren hatten, erreichte das Franchise nur zweimal die Playoffs. Überhaupt wurde nur einmal das Halbfinale erreicht. Im Jahr 2000 verlor man gegen die Tennessee Valley Vipers mit 40:47.
Nach der Saison 2002 wurde das Franchise aufgelöst.

## Saisonstatistiken
| Jahr | Team              | Liga | S  | N | Playoffs erreicht | Playoffrunde                                                                             |
| ---- | ----------------- | ---- | -- | - | ----------------- | ---------------------------------------------------------------------------------------- |
| 2000 | Augusta Stallions | af2  | 13 | 3 | ja                | S Viertelfinale gg. Carolina Rhinos 76:64 N Halbfinale gg. Tennessee Valley Vipers 40:47 |
| 2001 | Augusta Stallions | af2  | 9  | 7 | nein              |                                                                                          |
| 2002 | Augusta Stallions | af2  | 13 | 3 | ja                | N Achtelfinale gg. Macon Knights 41:57                                                   |

## Zuschauerentwicklung
| Jahr | Team              | Liga | Zuschauerdurchschnitt |
| ---- | ----------------- | ---- | --------------------- |
| 2000 | Augusta Stallions | af2  | 5.228                 |
| 2001 | Augusta Stallions | af2  | 3.850                 |
| 2002 | Augusta Stallions | af2  | 4.273                 |